# George Savile, I marchese di Halifax
George Savile, primo marchese di Halifax (11 novembre 1633 – 5 aprile 1695), è stato un politico e scrittore inglese.

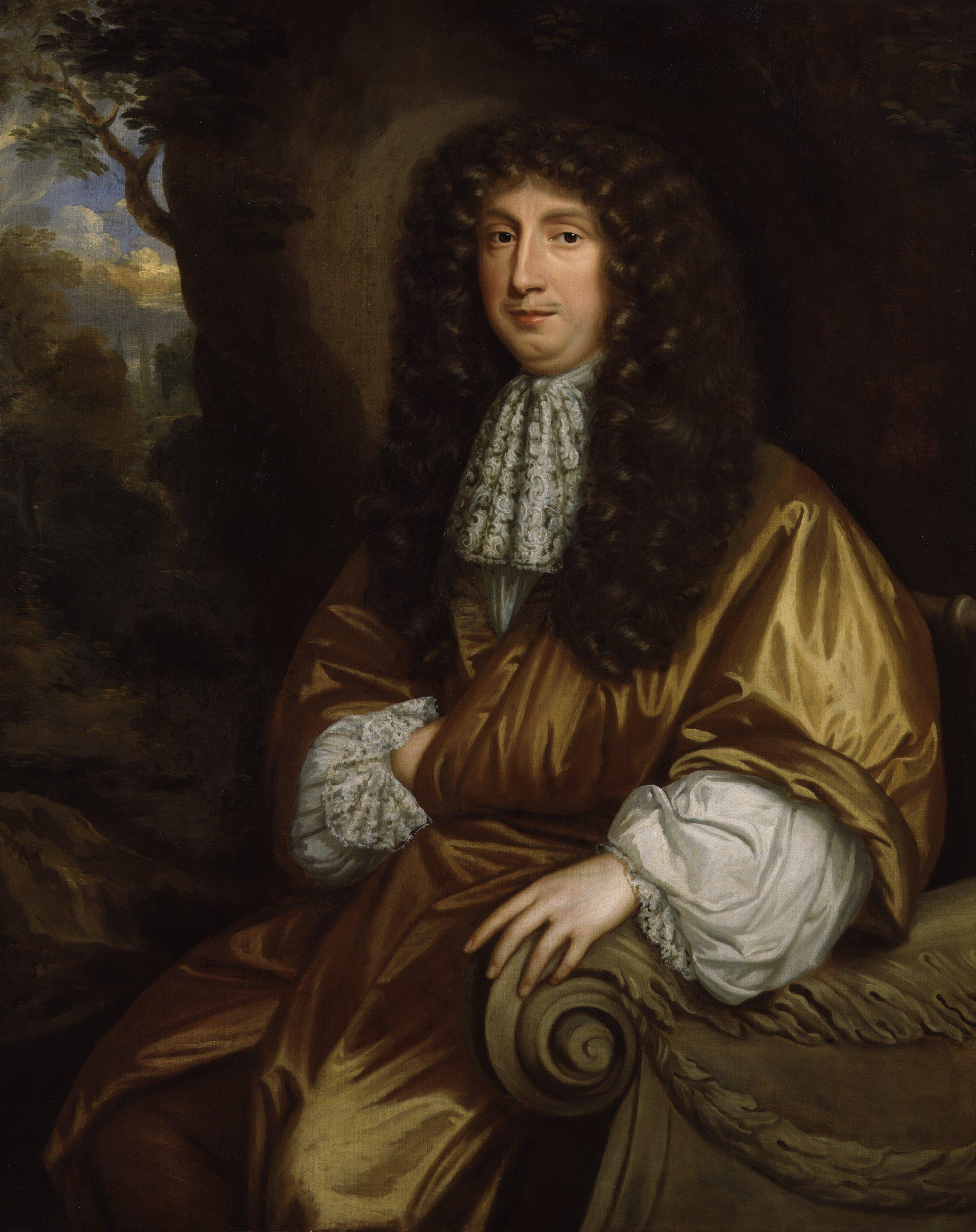
Dipinto raffigurante il marchese di Halifax.

Favorito dei re d'Inghilterra Carlo II Stuart e Giacomo II Stuart, venne creato pari del regno con il conferimento dei titoli di visconte prima e di marchese poi. Nel 1672 prese parte al Consiglio Privato del re, ricoprendo cariche importanti sino all'ascesa di Giacomo II, che lo nominò Presidente del Consiglio del re. Nel 1686, vista la sua fede anglicana e visto che preferiva non schierarsi né con il partito Tory, né con quello Whig, Giacomo II tolse Halifax dalla Presidenza e lo depose dalle cariche, come fece con i fratelli Hyde, suoi cognati. Dopo la caduta di Giacomo II in seguito alla gloriosa rivoluzione, Guglielmo III nominò Halifax Depositario del Sigillo Privato con libero accesso alla persona del re.
Sposò Lady Dorothy Spencer (1640–1670), figlia di Henry Spencer, I conte di Sunderland e sorella di Robert Spencer.